# アトランタ・ストリートカー
アトランタ・ストリートカー（Atlanta Streetcar）は、アメリカ合衆国ジョージア州アトランタで運行されている路面電車（ライトレール）である。ダウンタウン・ループ（Downtown Loop）とも呼ばれる。アトランタ・マルタが運営している。

## 運行
セントラル・オリンピック・パーク駅からキング牧師歴史地区駅を経由し、セントラル・オリンピック・パーク駅まで反時計回りに結ぶ。おおむね15分おきに運行している。シーメンスS70形電車が使用されている。

## 歴史
2012年1月に建設開始。当初の計画では2013年5月開業を目指していたものの、最終的には2014年12月30日に開業した。
2018年7月には、所有権と運営がアトランタ市よりアトランタ・マルタに移管された。

## 延伸計画
キング牧師歴史地区よりさらに東のベルトライン（BeltLine）方面への延伸計画がある。

## 駅一覧
|                                  |                                                  |
| 駅名                             | 備考                                             |
| セントラル・オリンピック・パーク |                                                  |
| ラッキー・アット・コーン         |                                                  |
| パーク・プレイス                 |                                                  |
| ハート・パーク                   |                                                  |
| スイート・オーバーン・マーケット |                                                  |
| エッジウッド・アット・ヒラード   |                                                  |
| キング牧師歴史地区               |                                                  |
| ドブス・プラザ                   |                                                  |
| オーバーン・アット・ピードモント |                                                  |
| ウッドラフ・パーク               |                                                  |
| ピーチツリー・センター           | 地下鉄レッドライン・ゴールドラインに乗り換え可能 |
| カーネギー・アット・スプリング   |                                                  |